# Kassenzahnärztliche Vereinigung Bayerns

Ehemaliges Logo (2005–2016)

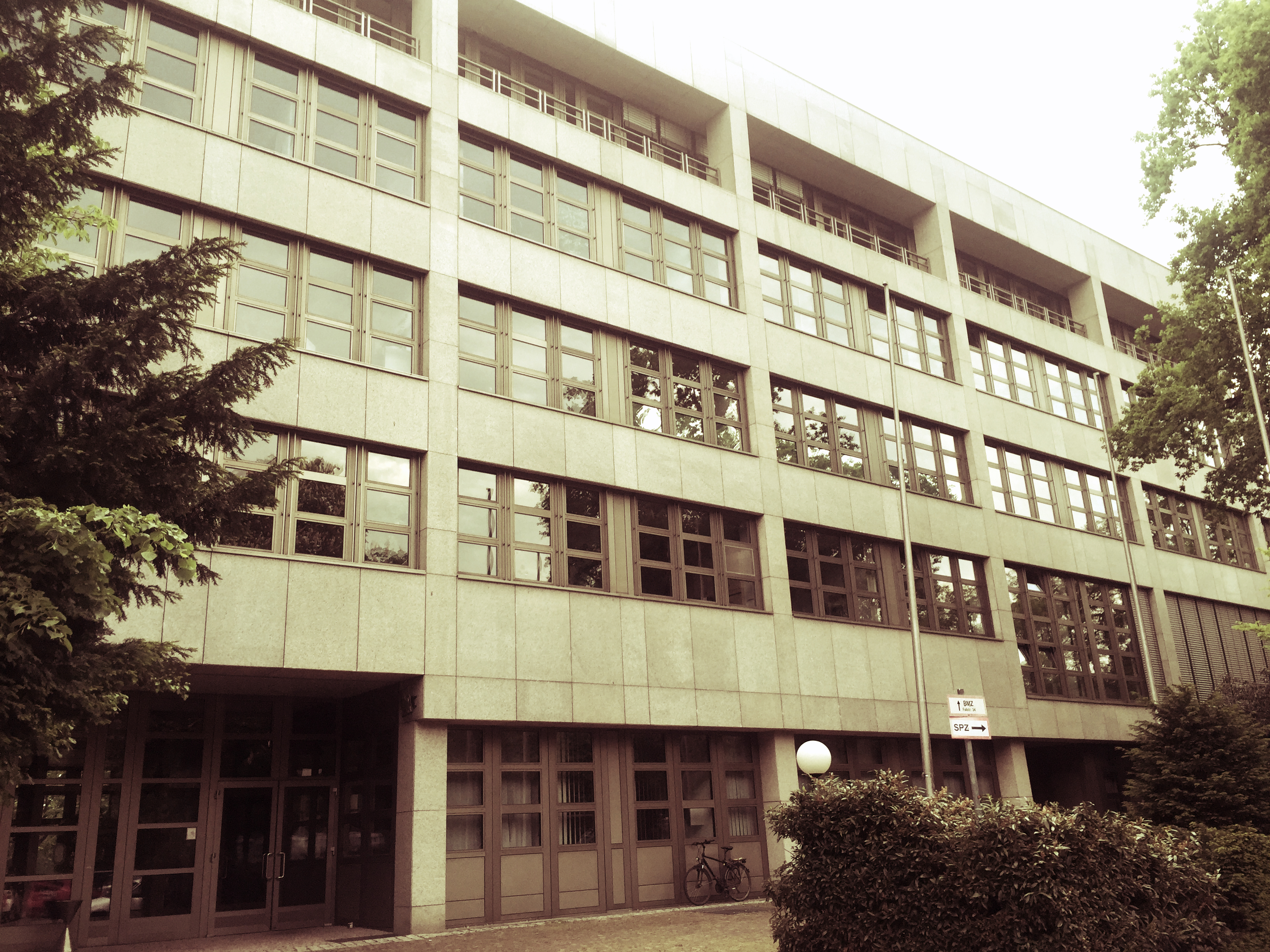
Zahnärztehaus München – Anwesen der KZVB

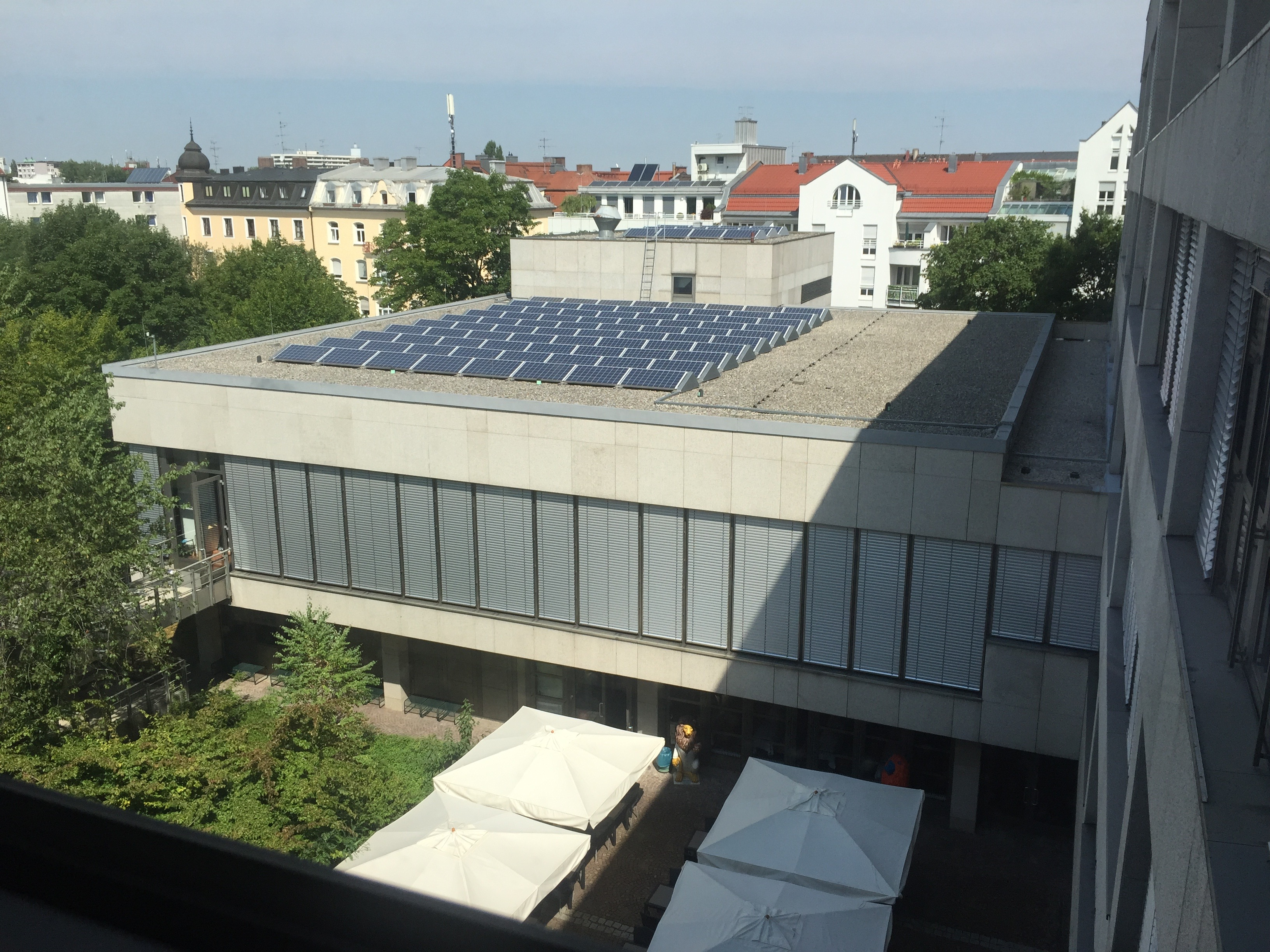
Photovoltaikanlage über dem Fortbildungstrakt des Zahnärztehauses München

Die Kassenzahnärztliche Vereinigung Bayerns (KZVB) ist die größte der 17 Kassenzahnärztlichen Vereinigungen in Deutschland. Mitglieder sind 10.545 bayerische Vertragszahnärzte, die in rund 6.000 Praxen die Versorgung der Patienten sicherstellen. Die Zahl der angestellten Zahnärzte hat seit der Einführung Medizinischer Versorgungszentren enorm zugenommen und liegt aktuell bei 3.292. (Stand: Juni 2024)
Die KZVB vertritt als Körperschaft des öffentlichen Rechts diese Zahnärzte gegenüber den gesetzlichen Krankenkassen und der Politik. Außerdem stellt sie die zahnmedizinische Versorgung der mehr als zehn Millionen gesetzlich krankenversicherten Patienten in Bayern flächendeckend sicher (Sicherstellungsauftrag) § 72 Fünftes Buch Sozialgesetzbuch.
Die KZVB unterliegt der Rechtsaufsicht des Bayerischen Staatsministerium für Gesundheit, Pflege und Prävention (StMGPP), entscheidet aber in eigener Zuständigkeit im Rahmen der Vorgaben durch das Fünfte Buch Sozialgesetzbuch über ihre Angelegenheiten. Sie übt darüber hinaus hoheitliche Aufgaben aus und führt ein Dienstsiegel.
Die KZVB ist eine von 17 Landes-KZVen. Die Landes-KZVen entsprechen – mit Ausnahme von Nordrhein-Westfalen, das in zwei KZV-Bereiche (KZV Nordrhein und KZV Westfalen-Lippe) aufgeteilt ist – den Bundesländern. Alle Landes-KZVen sind Mitglied der Kassenzahnärztlichen Bundesvereinigung, K.d.ö.R. (KZBV). Jeder Zahnarzt muss Mitglied einer Landes-KZV sein, um mit den Krankenkassen die Behandlung von Kassenpatienten abrechnen zu können. Die KZVB wurde 1950 gegründet.

## Aufgaben der KZVB

### Interessensvertretung
Die Organisation vertritt die Interessen der bayerischen Vertragszahnärzte, -kieferorthopäden, -kieferchirurgen und deren Patienten gegenüber der Öffentlichkeit, ihrer Aufsichtsbehörde, den Gesetzlichen Krankenkassen und weiteren Akteuren im Gesundheitswesen.

### Beratung des Gesetzgebers
Die Vereinigung berät Ministerien, Behörden und Gesetzgeber in allen Fragen vertragszahnärztlicher Gesundheitspolitik. Hierzu gehören Stellungnahmen bei Gesetzesvorhaben, Vorschläge zur Verbesserung der Gesundheitsversorgung und die Erarbeitung politischer Zielsetzungen.

### Honorarverhandlungen – Honorarverteilung
Die Vereinigung verhandelt regelmäßig mit den Krankenkassen über den Leistungsumfang und das Honorar für vertragszahnärztliche Behandlungen. Sie sammelt die Abrechnungen der Kassenzahnärzte und leitet sie an die Krankenkassen weiter. Die Budgetierung (korrekter Begriff: Gesamtvergütungsobergrenze) limitierte bis 2012 das Honorar-Gesamtvolumen im Sinne einer Kollektivhaftung.
Die drohenden Budgetüberschreitungen entstanden bis 2012 vor allem durch Strukturänderungen und die Limitierung der Zuwächse am Grundlohnsummenanstieg, wodurch alle anderen Veränderungen, wie beispielsweise höhere Kostensteigerungen in den Praxen, größtenteils keine Berücksichtigung finden konnten. Durch das Versorgungsstrukturgesetz wurde im § 85 Abs. 3 S. 2 Fünftes Buch Sozialgesetzbuch die strikte Grundlohnsummenanbindung aufgehoben und zusätzliche Faktoren eingeführt, mit denen seitdem die Zahl und Struktur der Versicherten, die Morbiditätsentwicklung, die Kosten- und Versorgungsstruktur, die für die vertragszahnärztliche Tätigkeit aufzuwendende Arbeitszeit, sowie Art und Umfang der zahnärztlichen Leistungen, soweit sie auf einer Veränderung des gesetzlichen oder satzungsmäßigen Leistungsumfangs beruhen, berücksichtigt werden. Eine neue Ausgangsbasis, die an der Leistungsmenge des Jahres 2012 bemessen wurde (Fachjargon: Reset) glich zudem zu Jahresbeginn 2013 die seit der Einführung der Budgetierung im Jahre 1993 entstandenen Verwerfungen durch zusätzliche Finanzmittel aus. Gleichzeitig wurden die unterschiedlichen Punktwerte zwischen Primärkassen und Ersatzkassen volumenneutral in jedem Bundesland vereinheitlicht.
Droht trotzdem eine Überschreitung der Gesamtvergütung, wie seither bei Versicherten der AOK Bayern, greift ein Honorarverteilungsmaßstab (HVM). Dieser wird seit Inkrafttretens des Versorgungsstrukturgesetzes (=Gesundheitsreform des Jahres 2011) von der Vertreterversammlung der KZV im Benehmen mit den Krankenkassen beschlossen. Bis dahin wurde er durch einen Honorarverteilungsvertrag im Einvernehmen mit den Krankenkassen vereinbart. In Bayern werden in einem solchen Fall als Honorarverteilungsinstrument sog. Puffertage ausgerufen, an denen der ansonsten fest vereinbarte Vertragspunktwert ausgesetzt ist. In erster Linie sollen die Puffertage vor allem einen Rückgang der Leistungsmenge bewirken, damit das vereinbarte Honorar je erbrachter Einzelleistung nicht sinkt. Hier besteht ein erheblicher Unterschied zum Honorarverteilungsvertrag in der Ärzteschaft, die dafür einen sog. floatenden Punktwert eingeführt hat. Dort sinkt das Honorar je Einzelleistung bei einer Leistungsmengenzunahme.

### Sicherstellungsauftrag
Die Organisation hat laut gesetzlichem Auftrag die zahnärztliche Versorgung in Bayern sicherzustellen. Die vertragsärztliche Versorgung ist im Rahmen der gesetzlichen Vorschriften und der Richtlinien des Gemeinsamen Bundesausschusses durch schriftliche Verträge der Kassenärztlichen Vereinigungen mit den Verbänden der Krankenkassen so zu regeln, dass eine ausreichende, zweckmäßige und wirtschaftliche Versorgung der Versicherten unter Berücksichtigung des allgemein anerkannten Standes der medizinischen Erkenntnisse gewährleistet ist und die ärztlichen Leistungen angemessen vergütet werden (§ 72 Abs. 2 SGB V).
Die Kassen(zahn)ärztlichen Vereinigungen und die Kassen(zahn)ärztlichen Bundesvereinigung haben seit dem 1. Januar 2009 auch die ärztliche Versorgung der in den brancheneinheitlichen Standardtarifen sowie dem brancheneinheitlichen Basistarif und dem Notlagentarif Versicherten mit den in diesen Tarifen versicherten ärztlichen Leistungen sicherzustellen (§ 75 Abs. 3a Satz 1 SGB V). Der Gesetzgeber stellt sich entweder eine sog. Vertragslösung vor, wie sie die KZV Baden-Württemberg eingeführt hat oder aber eine entsprechende Satzungsregelung, für die sich z. B. die KZVen Hamburg, Hessen und Mecklenburg-Vorpommern entschieden haben. Für Bayern steht eine Umsetzung des gesetzlichen Regelungsauftrags noch aus. Bislang können bayerische Zahnärzte daher die Behandlung von Patienten im Standard- und im Basistarif sanktionslos ablehnen, da aus dem an die KZV gerichteten gesetzlichen Sicherstellungsauftrag keine unmittelbare Behandlungspflicht für die einzelnen Ärzte erwächst. Da der Notlagentarif nur eine ärztliche Versorgung bei akuter Behandlungsbedürftigkeit und Schmerzzuständen vorsieht, besteht bei diesen Patienten unabhängig von dem gesetzlichen Sicherstellungsauftrag eine berufsrechtliche („ethische“) Behandlungspflicht.
Die Bedarfsplanung bildet die Grundlage für die Niederlassungsberatung. Zum 1. April 2007 ist eine Gesundheitsreform namens GKV-Wettbewerbsstärkungsgesetz in Kraft getreten, die die ersatzlose Streichung der Zulassungsbeschränkungen für Vertragszahnärzte beinhaltet hat. Durch das Gesetz zur Weiterentwicklung der Organisationsstrukturen (GKV-OrgWG) wurde zum 1. Januar 2009 die gesetzliche 68er-Altersgrenze für Vertragszahnärzte abgeschafft. Seitdem besteht Niederlassungsfreiheit.

### Abrechnungsvolumina
Über die Organisation werden rund 16,2 Millionen Behandlungsfälle pro Jahr abgerechnet. Ein Behandlungsfall umfasst dabei alle zahnärztlichen Einzelleistungen (Zahnfüllungen, Injektionen, Wurzelbehandlungen, Röntgenaufnahmen usw.), die bei einem gesetzlich versicherten Patienten pro Quartal abgerechnet werden. Hinzu kommen 1,4 Millionen abgerechnete Zahnersatzbehandlungen. Das Honorarvolumen beträgt rund 2 Milliarden Euro.
Die Vereinigung verarbeitete für ihre Mitglieder folgende Volumina:
| Maßnahmen                           | Anzahl   |
| ----------------------------------- | -------- |
| Abrechnungsfälle                    | 18 Mio.  |
| Zahnersatz Abrechnungsfälle         | 1,4 Mio. |
| zahnarztbezogene Honorarbuchungen   | 1,5 Mio. |
| kassenbezogene Abrechnungsbuchungen | 46.800   |
| Honorarzahlungen an Mitglieder      | 97.200   |
| Zahlungseingänge von Krankenkassen  | 10.900   |
| Anzahl angefertigter Gutachten      | 35.000   |
| Anzahl der zahnärztlichen Gutachter | 249      |

### Prüfwesen
Die KZVB hat laut gesetzlichem Auftrag die abgerechneten zahnärztlichen Leistungen zu prüfen, ebenso die Einhaltung der Fortbildungsverpflichtung, das Vorhalten eines praxiseigenen Qualitätsmanagementsystems. Sie ist für die Qualitätssicherung und mittels des Gutachterwesens für die Beurteilung zahnärztlicher Behandlungen zuständig.

#### Fortbildungspflicht
Für die Aufrechterhaltung der vertragszahnärztlichen Zulassung ist die regelmäßige Teilnahme an Fortbildungsveranstaltungen notwendig (geregelt über § 95d Fünftes Buch Sozialgesetzbuch), sonst droht Honorarkürzung oder der Entzug der Zulassung. Gemäß der gesetzlichen Regelung hat ein Vertragszahnarzt alle fünf Jahre gegenüber der Kassenzahnärztlichen Vereinigung den Nachweis zu erbringen, dass er in dem zurückliegenden Fünfjahreszeitraum seiner Fortbildungspflicht nachgekommen ist.

#### Zahnärztliches Qualitätsmanagement
Ab 1. Januar 2011 ist jeder Vertragszahnarzt verpflichtet, ein Qualitätsmanagementsystem (QM) in seiner Praxis vorzuhalten. Grundlage dafür ist die QM-Richtlinie des Gemeinsamen Bundesausschusses (G-BA) über grundsätzliche Anforderungen an ein einrichtungsinternes Qualitätsmanagement in der vertragszahnärztlichen Versorgung vom 17. November 2006, die wiederum auf § 135 SGB V basiert. Die Kassenzahnärztlichen Vereinigungen haben dies zu überwachen.

#### Zahnärztliche Abrechnung
Die KZVB prüft die eingereichten Abrechnungen auf sachlich-rechnerische Richtigkeit, also ob alle Abrechnungsbestimmungen und die dazugehörigen Qualitätsstandards erfüllt worden sind.

### Qualitätssicherung
Die KZVB berät ihre Mitglieder in Fragen des Vertragszahnarztrechts und des Sozialrechts. Sie ist Ansprechpartner für Zahnarztpraxen in Fragen zur Abrechnung und hält ein flächendeckendes Gutachterwesen vor. Dieses ist ein Instrument zur Qualitätssicherung der zahnmedizinischen Behandlung. Der vertragsärztliche Bereich kennt demgegenüber kein Gutachterwesen. Die Leistungen der Zahnärzte werden unter fachlichen und wirtschaftlichen Aspekten nach vom Gesetzgeber vorgegebenen Kriterien geprüft.

### Öffentlichkeitsarbeit
Die KZVB gibt in Herausgebergemeinschaft mit der Bayerischen Landeszahnärztekammer das Bayerische Zahnärzteblatt mit Fachfortbildung und standespolitischen Nachrichten in einer Auflage von über 15.300 Exemplaren heraus.
Monatlich erscheint das Magazin BZB plus mit standespolitischen Nachrichten, eine Publikation für alle bayerischen Zahnärzte.

### Finanzierung der KZVB
Die Verwaltungskosten der KZVB werden durch Verwaltungskostenbeiträge ihrer Mitglieder, also der Zahnärzte, finanziert. Sie werden durch die Vertreterversammlung der KZVB jährlich neu zusammen mit der Verabschiedung des Haushalts beschlossen.

## Bayerischer Zahnärztetag
Der Bayerische Zahnärztetag ist die zentrale Fortbildungsveranstaltung der Kassenzahnärztlichen Vereinigung Bayerns und der Bayerischen Landeszahnärztekammer sowohl für Zahnärzte als auch für das Praxispersonal. Die Teilnehmer kommen aus dem gesamten Bundesgebiet und den deutschsprachigen Nachbarländern. Die dreitägige Veranstaltung findet seit 1959 jährlich in München statt. Sie ist gleichzeitig Treffpunkt für gesundheitspolitische und standespolitische Vertreter und Fortbildungskongress für praktizierende Zahnärzte. Beim 54. Bayerischen Zahnärztetag des Jahres 2013 waren 1.300 Teilnehmer zu verzeichnen. Den Auftakt bildet jeweils am Donnerstagabend der Festakt mit Führungspersönlichkeiten aus dem Gesundheitswesen.

## Notdienst
Die KZVB regelt über ihre acht Bezirksstellen zudem den zahnärztlichen Notdienst im Freistaat Bayern. Als erste KZV in Deutschland bot sie seit 2011 – ähnlich dem Apothekennotdienst – tagesaktuell Hilfesuchenden den nächstgelegenen zum Notdienst eingeteilten Zahnarzt in einem eigenen Notdienstportal an.

## Service für Patienten in Bayern
Die Beratungsstelle beantwortet gesetzlich Versicherten Fragen zur Zahnarztrechnung und zum Heil- und Kostenplan. Die Beratung ist kostenlos. Darüber hinaus bietet die KZVB in ihren Zahnärztehäusern in München und Nürnberg eine Anlaufstelle für gesetzlich versicherte Patienten, die vor einer Zahnersatzbehandlung eine zweite Meinung einholen möchten. Ein unabhängiger Patientenberater – ein erfahrener zahnärztlicher Gutachter – besieht sich den Gebißzustand des Patienten an und berät den Heil- und Kostenplan zusammen mit dem Patienten. Im August 2011 wurde der Service für Patienten um die Kieferorthopädie-Zweitmeinung erweitert.

## Die Organisation
Das höchste Beschlussorgan der KZVB ist die Vertreterversammlung (VV) mit ihren beiden Vorsitzenden der Vertreterversammlung. Sie bestand aus 45 Delegierten, die alle sechs Jahre neu gewählt wurden. Bei diesen Wahlen bewerben sich zahnärztliche Berufsverbände. Von der VV wird ein hauptamtlicher Vorstand gewählt. Durch eine Satzungsänderung am 18. Februar 2017 wurde für die zukünftigen Wahlen der Amtsperiode 2022 bis 2028 die Anzahl der Delegierten („Vertreter“) von 27 auf 45 erhöht.
Der hauptamtliche Vorstand vertritt die bayerischen Kassenzahnärzte nach außen. Den Mitgliedern des Vorstands sind Geschäftsbereiche und Referate zugeordnet, in denen ihnen der Hauptgeschäftsführer, die Geschäftsführer, Geschäftsbereichsleiter und Referenten zuarbeiten.
Regionale Ansprechpartner der KZVB sind die Vorsitzenden der acht Bezirksstellen.

### 2005 bis 2010
Für die Legislaturperiode 2005 bis 2010 waren Alexander Süllner und Günther Schneider, Hammelburg, Vorsitzende der Vertreterversammlung und Janusz Rat, München, Vorsitzender des Vorstandes. Sein Stellvertreter war Martin Reißig aus Ingolstadt. Beide Vorstände gehören dem Berufsverband Zukunft Zahnärzte Bayern e. V. (ZZB) an. Martin Reißig trat für die Amtsperiode 2011 bis 2016 nicht wieder an.

### 2011 bis 2016
Für die Legislaturperiode 2011 bis 2016 war Günther Schneider, Vorsitzender der Vertreterversammlung, sein Stellvertreter war Axel Wiedenmann, Nürnberg, gleichzeitig stellvertretender Vorsitzender der Kassenzahnärztlichen Bundesvereinigung. Janusz Rat wurde als Vorsitzender des Vorstandes wiedergewählt. Sein Stellvertreter war bis 31. Juli 2016 Stefan Böhm aus München. Janusz Rat trat für die Amtsperiode 2017 bis 2022 nicht wieder an.

### 2017 bis 2022
Für die Amtsperiode 2017 bis 2022 wurden zu den beiden Vorsitzenden der Vertreterversammlung Reiner Zajitschek (†), Döhlau und Christian Öttl, München gewählt. Christian Berger, Kempten, wurde zum Vorsitzenden des Vorstandes gewählt. Sein Stellvertreter war Rüdiger Schott, Sparneck. Sie gehören dem Berufsverband Freier Verband Deutscher Zahnärzte (FVDZ) an. Beide waren in Personalunion Präsidenten der Bayerischen Landeszahnärztekammer. Nach einer Erweiterung des Vorstands auf drei Personen mittels Änderung der Satzung, wurde am 8. Juli 2017 Manfred Kinner, Freising, als drittes Vorstandsmitglied gewählt.

### 2023 bis 2028
Bei den Wahlen zur Vertreterversammlung für die Amtsperiode 2023 bis 2028, die im Juni 2022 stattfanden, erreichten die 4 regionalen Listen des FVDZ Bayern mit zusammen 25 Delegierten die Mehrheit in der nun 45-köpfigen Versammlung. Die Wahlbeteiligung war mit 39, 4 % so niedrig wie nie zuvor. Erstmals waren 10 Listen mit über 500 Kandidaten angetreten.
Rüdiger Schott ist der Vorsitzende des Vorstands. Stellvertretende Vorsitzende des Vorstands ist die Kieferorthopädin Marion Teichmann, Markt Indersdorf. Als weiteres Mitglied wurde Jens Kober, München, in den Vorstand gewählt. Vorsitzender der Vertreterversammlung bleibt Jürgen Welsch. Stellvertretende VV-Vorsitzende ist Romana Krapf.

### Bisherige Vorsitzende

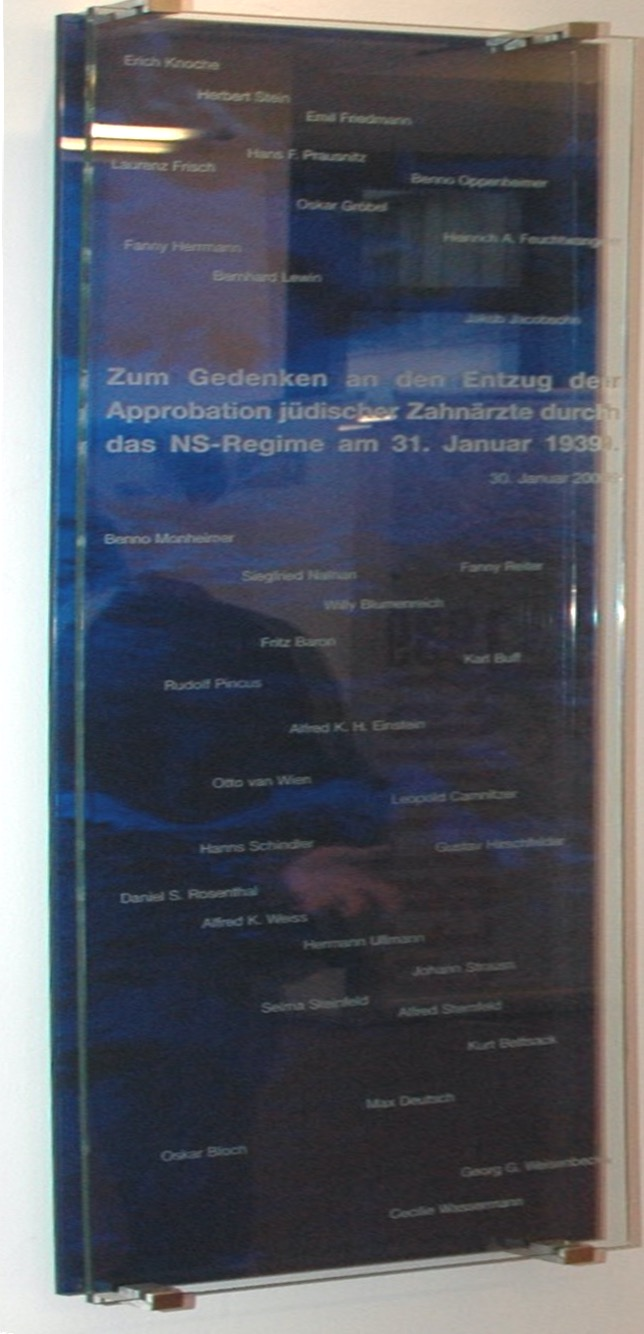
Gedenktafel zum 70. Jahrestag des Approbationsentzugs der von den Nationalsozialisten verfolgten jüdischen bayerischen Zahnärzte, KZVB 2009

Seit Gründung der KZVB im Jahre 1950 standen der Körperschaft acht Vorsitzende des Vorstands vor. In der Gründungsphase führte ab 15. Januar 1949 Fritz Linnert die Vereinigung als (provisorischer) Vorsitzender. Bis 2004 bestand der Vorstand aus ehrenamtlichen Mitgliedern. Seit 2005 besteht der Vorstand aus drei hauptamtlichen Vorständen, die jeweils für sechs Jahre gewählt werden. Durch eine Gesetzesänderung heißt es seit Dezember 2022 im §79 Abs. 4 SGB V: „besteht der Vorstand aus mehreren Mitgliedern, müssen ihm mindestens eine Frau und mindestens ein Mann angehören“.
| Name             | Amtszeit  |
| ---------------- | --------- |
| Hans Fick        | 1950–1956 |
| Wilhelm Stengel  | 1956–1964 |
| Karl Eichinger   | 1964–1975 |
| Erich H. Müller  | 1975–1990 |
| Martin Reißig    | 1990–1993 |
| Rolf Löffler     | 1993–2004 |
|                  |           |
| Janusz Rat       | 2005–2016 |
| Christian Berger | 2017–2022 |
| Rüdiger Schott   | ab 2023   |

## Gedenkstätte zum Approbationsentzug jüdischer Zahnärzte
Am 30. September 2009 wurde eine Gedenktafel zum 70. Jahrestag des durch die Nationalsozialisten verfügten Approbationsentzugs jüdischer Zahnärzte im Münchner Zahnärztehaus in der Kassenzahnärztlichen Vereinigung Bayerns angebracht, auf der die Namen der betroffenen Zahnärzte des Approbationsentzugs aus Bayern verzeichnet sind. Der damalige Vorsitzende des Vorstands Janusz Rat, auf dessen Initiative die Gedenktafel errichtet wurde, erinnerte in seiner Rede dieser „berufsständischen Vernichtung der jüdischen Kollegen“ aus Anlass  der Enthüllung der Gedenktafel.
Im Januar 2024 erinnerte die Zahnärzteschaft in Bayern und Berlin anlässlich des 85. Jahrestages des Approbationsentzugs jüdischer Zahnärzte daran, dass die Standesorganisationen damals Handlanger des NS-Regimes waren. KZVB-Vorstand Rüdiger Schott erklärte: „Der Approbationsentzug war der Beginn einer Hetzjagd auf jüdische Ärzte und Zahnärzte, an der sich die Standesorganisationen leider willfährig beteiligten. (...) Der ehemalige Präsident der Bundesärztekammer Karsten Vilmar sprach zu Recht von einer ‚institutionalisierten Zusammenarbeit zwischen den Spitzenverbänden der deutschen Ärzteschaft und dem NS-Gesetzgeber‘. Angesichts des derzeitigen Rechtsrucks in der Gesellschaft dürfen wir nie vergessen, wohin uns der Nationalsozialismus und sein Menschenbild geführt haben: in den Untergang.“

## Goldenes Ehrenzeichen
Die Kassenzahnärztlichen Vereinigung Bayerns verleiht seit 2010 durch ihren Vorstand das Goldene Ehrenzeichen der KZVB an Persönlichkeiten, die sich besondere Verdienste um das bayerische zahnärztliche Gesundheitswesen und die bayerischen Vertragszahnärzte erworben haben. Die bisherigen Träger des Ehrenzeichens sind:
| 2010                        | 2011                        | 2012                          | 2013                              | 2014                           | 2015           | 2016                            |
| --------------------------- | --------------------------- | ----------------------------- | --------------------------------- | ------------------------------ | -------------- | ------------------------------- |
| Christa Stewens, MdL, Poing | Walter Donhauser, Feldafing | Max Straubinger, MdB, Simbach | Johannes Singhammer, MdB, München | Wolfgang Eßer, Mönchengladbach | nicht vergeben | Günther Schneider †, Hammelburg |
| Martin Reißig, Gerolfing    | Christian Freund, Gauting   | Hans-Georg Kürten, Freising   | Ernst Binner, Straubing           |                                |                | Axel Wiedenmann, Nürnberg       |
| Rolf Förschner, Hannberg    |                             |                               |                                   |                                |                | Armin Walter, München           |

Seit 2017 nicht mehr vergeben.

## Bauvorhaben
Der Vorsitzende der KZVB der Amtsperiode 2010–2016, Janusz Rat, hat im Jahr 2012 ein Wohnbauprojekt auf dem freien Grundstücksanteil initiiert, dem am 12. Mai 2014 die Vertreterversammlung mit den Stimmen der Fraktion von Zukunft Zahnärzte Bayern mehrheitlich zugestimmt hat. Hinter dem Zahnärztehaus in München wurden 110 Mietwohnungen und eine KiTa auf dem 6000 Quadratmeter großen unbebauten Grundstücksteil errichtet. Insbesondere wollte Rat einen Beitrag zum Abbau der Wohnungsnot in München leisten. Es wird das Anlagevermögen der bayerischen Vertragszahnärzte dadurch vor einer schleichenden Entwertung geschützt und der Verwaltungskostenbeitrag auf niedrigem Niveau gehalten. Rund 34 Millionen Euro investierte die KZVB aus ihrem Anlagevermögen in das Bauprojekt und reagierte damit auf die Nullzinspolitik der Europäischen Zentralbank. Am 29. September 2017 erfolgte die Grundsteinlegung durch den neuen Vorstand. 2021 waren fast alle 102 Wohnungen vermietet.

## Mitgliedschaften

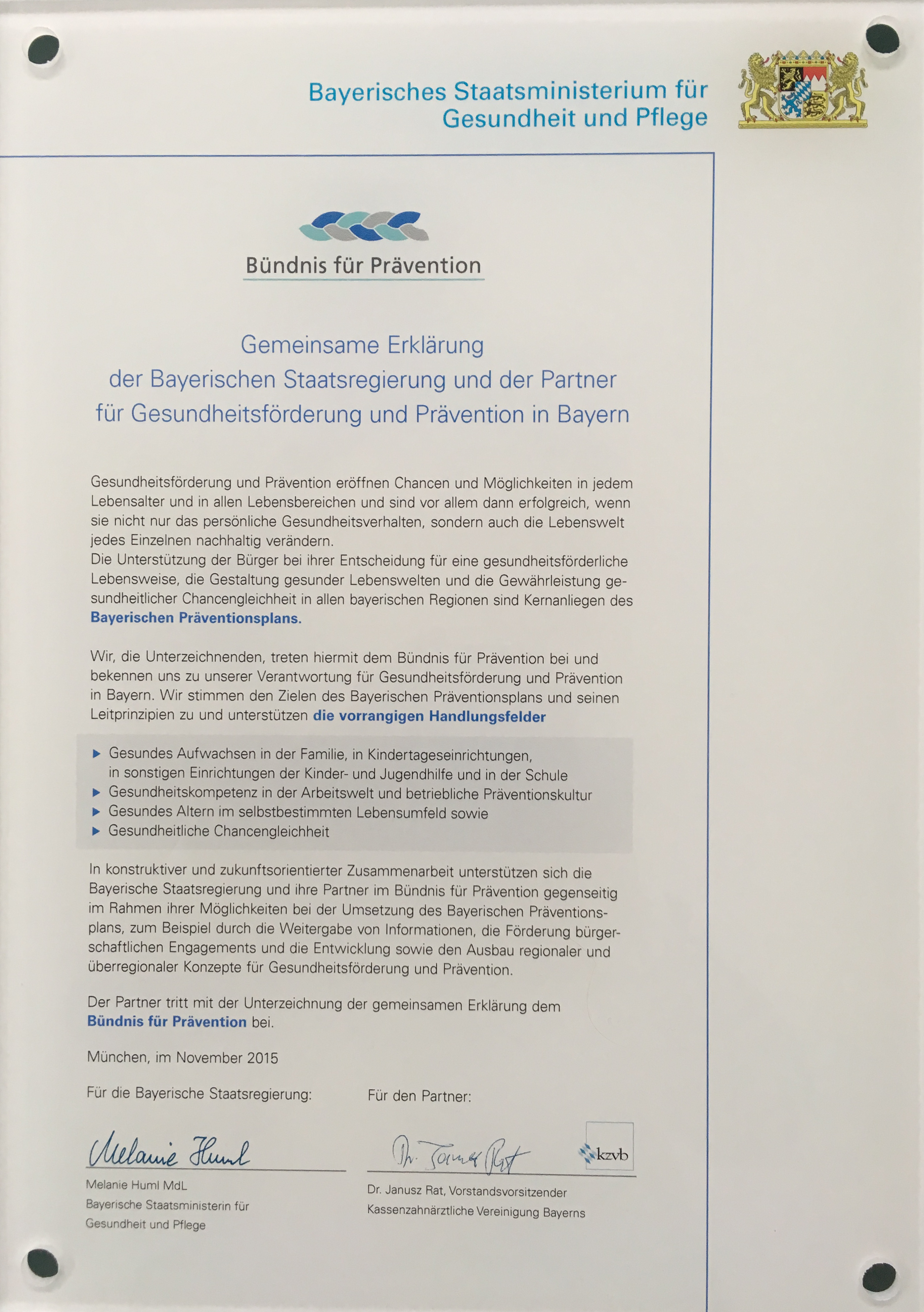
Beitrittsurkunde zum Bündnis für Prävention der Bayerischen Staatsregierung

- Verband Freier Berufe in Bayern (VFB).
- Bündnis für Prävention des Bayerischen Staatsministeriums für Gesundheit, Pflege und Prävention.
- Landesarbeitsgemeinschaft Zahngesundheit (LAGZ)
- Gesellschaft für Recht und Politik im Gesundheitswesen (GRPG)
- Abrechnungsgenossenschaft für Zahnärzte (ABZeG)